# Czuwanie
Czuwanie – stan aktywności układu somatycznego, będący przeciwieństwem snu, który jest spoczynkiem dla tego układu. U ludzi dorosłych czuwanie i sen to dwa podstawowe stany fizjologiczne występujące cyklicznie, gdzie około 2/3 doby przypada na czuwanie.
Stan czuwania, podobnie jak sen, można zbadać obiektywnie, rejestrując czynność bioelektryczną mózgu. Czuwanie charakteryzuje się występowaniem w EEG fal alfa i beta.